# Linia kolejowa Kühnhausen – Bad Langensalza
Linia kolejowa Kühnhausen – Bad Langensalza – lokalna linia kolejowa w kraju związkowym Turyngia, w Niemczech. Znajduje się w środkowej Turyngii, łącząc Erfurt (dzielnica Kühnhausen i Bad Langensalza.